# رودلف ولترز
رودلف ولترز (بالألمانية: Rudolf Wolters)‏ هو مهندس معماري ألماني، ولد في 1903 في كوسفلد في ألمانيا، وتوفي في 1983 في Coesfeld (district) ‏ في ألمانيا بسبب سرطان.